# Paul Ekman
Paul Ekman (Washington, 15 febbraio 1934) è uno psicologo statunitense.
È divenuto, grazie alle sue ricerche scientifiche, pioniere nel riconoscere le emozioni enfatizzando le espressioni facciali.
L'11 maggio del 2009, secondo il Time Magazine, è entrato nella lista delle 100 persone più influenti al mondo. È stato anche classificato al 59º posto tra i 100 psicologi più citati del XX secolo.

## Biografia
Nato a Washington nel 1934, è cresciuto a Newark, New Jersey, Washington, Oregon e California del Sud. Ha frequentato sia l'University of Chicago che la New York University. Nel 1958 ha conseguito il dottorato in psicologia clinica presso l'Adelphi University, dopo aver praticato un anno di tirocinio nel Langley Porter Neuropsychiatric Institute. Nel 1971 ha ricevuto lo Scientist Research Award dal National Institute of Mental Health (NIMH), successivamente rinnovato nel 1976, 1981, 1987, 1991 e 1997. Per oltre 40 anni, il NIMH ha sostenuto la sua ricerca attraverso borse di studio, finanziamenti e premi. Nel 2001 ha collaborato con John Cleese ad un documentario per la BBC. Dal 1960 al 2004 ha lavorato presso il Langley Porter Psychiatric Institute. Dopo aver insegnato come professore di psicologia dal Dipartimento di Psichiatria della University of California, Ekman si è ritirato nel 2004.

## Lavoro
Lo spunto della ricerca di Ekman sulle espressioni del viso fu il lavoro dello psicologo Silvan Tomkins. Ekman ha sostenuto che, diversamente dalle posizioni di alcuni antropologi tra cui Margaret Mead, le espressioni facciali e le emozioni non sono determinate dalla cultura di un posto o dalle tradizioni, ma sono universali ed uguali per tutto il mondo, indicandone l'origine biologica.
Nel 1972, seguendo una tribù isolata dal mondo in Papua Nuova Guinea, redasse le espressioni di "base" universali: 
- Rabbia
- Disgusto
- Tristezza
- Gioia
- Paura
- Sorpresa

Ekman ampliò la sua lista di emozioni base nel 1992 aggiungendo:
- Divertimento
- Disprezzo
- Contentezza
- Imbarazzo
- Eccitazione
- Colpa
- Orgoglio dei propri successi
- Sollievo
- Soddisfazione
- Piacere sensoriale
- Vergogna

Nel 1987 condusse un esperimento per stabilire quanto influisse il contesto sociale, testando un gruppo di americani e uno di giapponesi, rilevando come i giapponesi apparissero meno espressivi solo in compagnia, mentre da soli esprimevano le stesse emozioni primarie.
In un progetto di ricerca insieme al Dr. Maureen O'Sullivan, denominato Progetto Wizards, Ekman scoprì le microespressioni facciali, le quali possono dare un contributo nel rivelare se una persona mente o meno. Dopo aver testato un totale di 20.000 persone provenienti da tutti i ceti sociali, solo 50 avevano la capacità di individuare l'inganno, senza alcun addestramento formale. Questi talenti naturali sono noti anche come "Truth Wizards", o maghi di rilevazione dell'inganno. Ha implementato EMFACS (FACS prima, dopo Ekman: EMFACS) utile a classificare ogni espressione del viso umano. Ekman ha condotto e pubblicato ricerche su una vasta gamma di argomenti nell'ambito generale del comportamento non verbale. Il suo lavoro sulla menzogna, per esempio, non era limitato al viso, ma anche sull'osservazione del resto del corpo. Nella sua professione, utilizza anche la semiotica, la prossemica e la cinesica. Entra poi nel consiglio editoriale della rivista Greater Good, pubblicata dal Greater Good Science Center dell'Università di Berkeley. I suoi contributi comprendono l'interpretazione della ricerca scientifica nelle radici della compassione, altruismo, serenità e spirito di collaborazione. Ekman ha lavorato anche a un software di rilevamento emozionale chiamato Face Reader. Lo stesso Ekman afferma però che nessuna macchina può sostituire l'uomo per rilevare le menzogne.

## Innovazioni educative
Ekman scrisse un articolo in un numero del Greater Good Magazine dedicato alla fiducia. In questo numero, Ekman e la figlia Eva vengono intervistati sulla fiducia genitore-figlio. Il tema principale del colloquio si concentra sui vantaggi del fidarsi del proprio figlio, quanto per incoraggiare un comportamento degno di fiducia, e quello che serve per costruire la fiducia tra genitori e figli

## Critiche
Il lavoro di Ekman, in particolare le sue applicazioni per la sicurezza aeroportuale attraverso la Transportation Security Administration's "Screening di passeggeri Observation Techniques", è stato criticato per non essere stato sottoposto al controllo di test scientifici.

## Cultura di massa
La vita del Dr. Paul Ekman ha ispirato, in maniera romanzata, anche una serie televisiva, Lie to Me. Cal Lightman, personaggio parzialmente ispirato ad Ekman, è il protagonista della serie ed il fondatore del Lightman Group; la serie è svolta sotto la consulenza dello stesso Ekman, il quale afferma che nella serie (complici i tempi televisivi) le bugie si scoprono molto più velocemente e con molta più certezza rispetto alla realtà. Lightman è, nella serie, lo scopritore delle microespressioni, mentre nella realtà Ekman non le ha scoperte, ma le ha perfezionate e ampliate, e ne ha teorizzato l'universalità, tutte ricerche che nella serie vengono effettuate dal protagonista alcuni anni prima della storia narrata. Gli studi di Lightman in Papua Nuova Guinea, di cui si parla nella serie, sono ispirati al vero periodo passato tra gli indigeni papuasi da Ekman.

## Opere
- Giù la maschera. Come riconoscere le emozioni dall'espressione del viso (2007)
- Te lo leggo in faccia. Riconoscere le emozioni anche quando sono nascoste. (2008)
- Le bugie dei ragazzi. Frottole, imbrogli, spacconate: perché i nostri figli ricorrono alla menzogna? (2009)
- Felicità emotiva. (2010)
- I volti della menzogna. Gli indizi dell'inganno nei rapporti interpersonali. (2011)
- La seduzione delle bugie. (2011)